# Japans hof

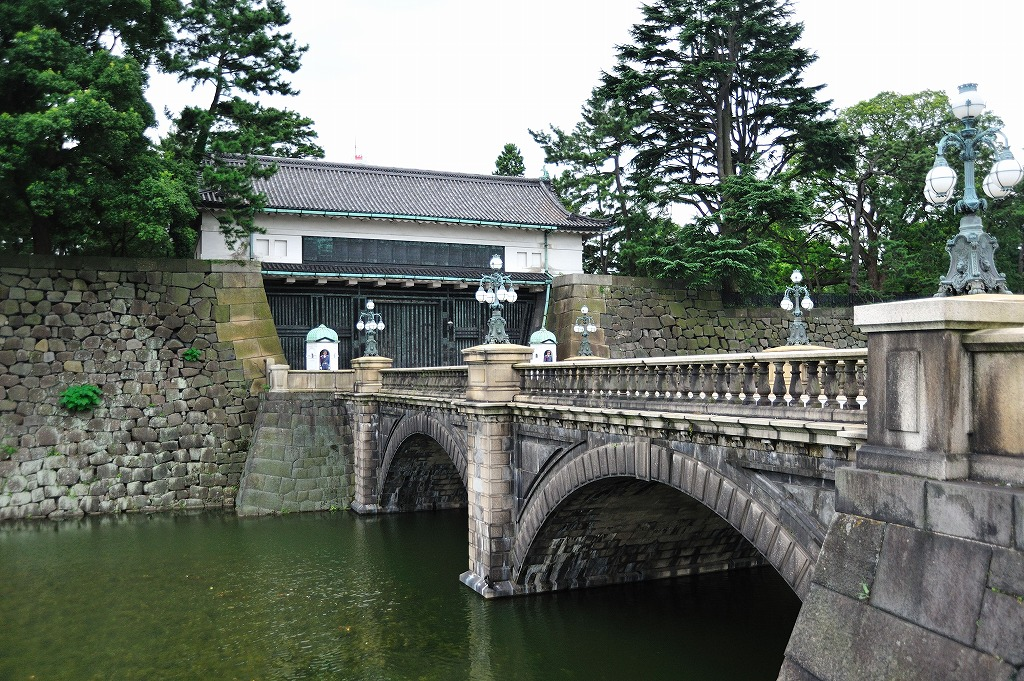
De toegangspoort van het keizerlijk paleis in Tokio.

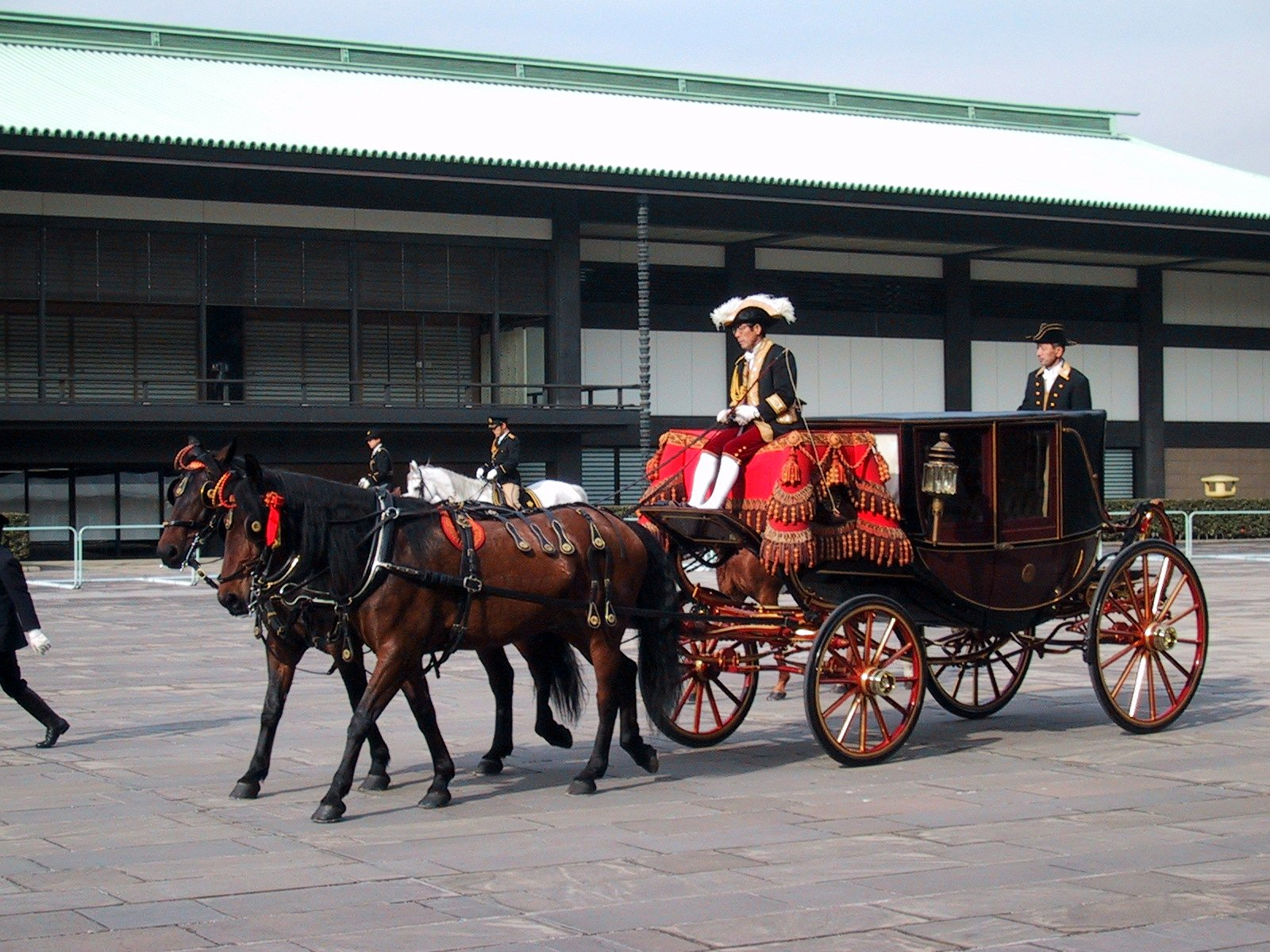
Een ambassadeur arriveert bij het keizerlijk paleis voor het aanbieden van zijn geloofsbrieven.

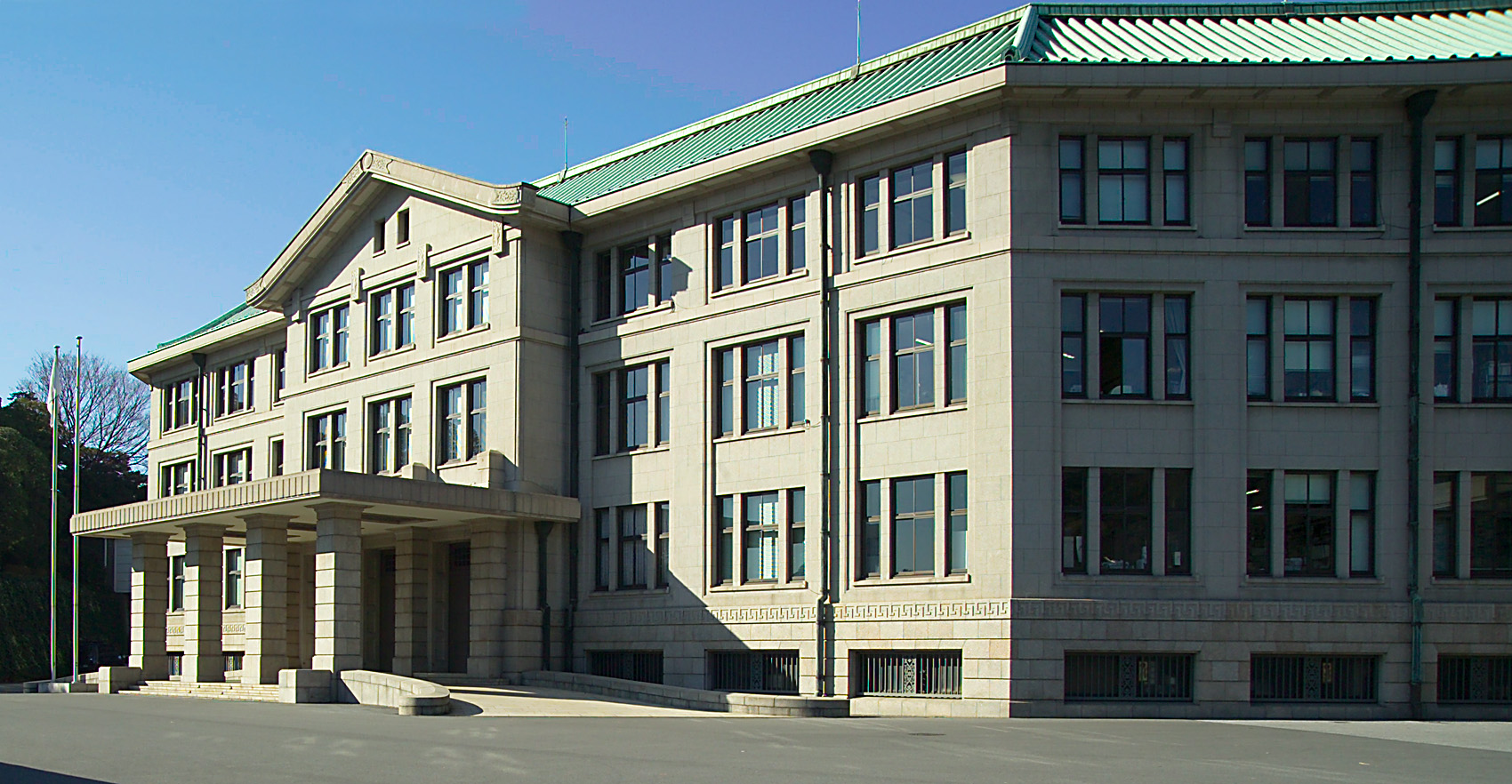
De zetel van het Agentschap van de Keizerlijke Huishouding op het terrein van het keizerlijk paleis in Tokio.

Het Japanse hof is de hofhouding van de keizer van Japan en is formeel ondergebracht in het Agentschap van de Keizerlijke Huishouding (Japans: 宮内庁, Kunai-chō). 
Dit Agentschap is verantwoordelijk voor de staatszaken met betrekking tot het Japanse keizershuis en telt zo'n 1080 medewerkers, die vaak tijdelijk vanuit andere ministeries gedetacheerd worden. Het Agentschap is gevestigd op het terrein van het keizerlijk paleis in Tokio. 

## Historische ontwikkeling
De organisatie en functies van de keizerlijke hofhouding werden omschreven in de Taiho-wet, die in 701-702 werd uitgevaardigd door keizer Monmu. Belangrijke elementen ontwikkelden zich in de loop der eeuwen, maar de basisstructuur bleef hetzelfde tot de Meiji-restauratie van 1868.
Tegelijk met de Meiji-grondwet van 1889 werd ook de Wet op het Keizerlijk Huis afgekondigd. Vanuit de gedachte van een Westerse constitutionele monarchie bepaalde deze wet dat de interne aangelegenheden van de keizerlijke hofhouding niet onder toezicht van het Japanse parlement stonden. De ambtsdragers en het personeel van het hof waren in deze periode onderdeel van het Ministerie van de Keizerlijke Huishouding ( 宮内省 of Kunai-shō) dat tot 1947 bleef bestaan.
Met de nieuwe grondwet van 1947 werd wederom een nieuwe Wet op de Keizerlijke Huishouding uitgevaardigd. Daarbij werd het Ministerie van de Keizerlijke Huishouding omgedoopt in Bureau van de Keizerlijke Huishouding ( 宮内府 of Kunai-fu), dat voortaan rechtstreeks onder het bureau van de Japanse minister-president viel. Het aantal medewerkers werd drastisch verlaagd en de organisatie werd gestroomlijnd.
In 1949 werd het Bureau van de Keizerlijke Huishouding opnieuw omgedoopt, dit keer in Agentschap van de Keizerlijke Huishouding ( 宮内庁 of Kunai-chō). Hiermee werd de keizerlijke hofhouding een extern agentschap van het bureau van de minister-president. In 2001 werd het Agentschap ten slotte onder verantwoordelijkheid van het Japanse Ministerie van Algemene Zaken (Engels: Cabinet Office) gebracht.

## Afdelingen

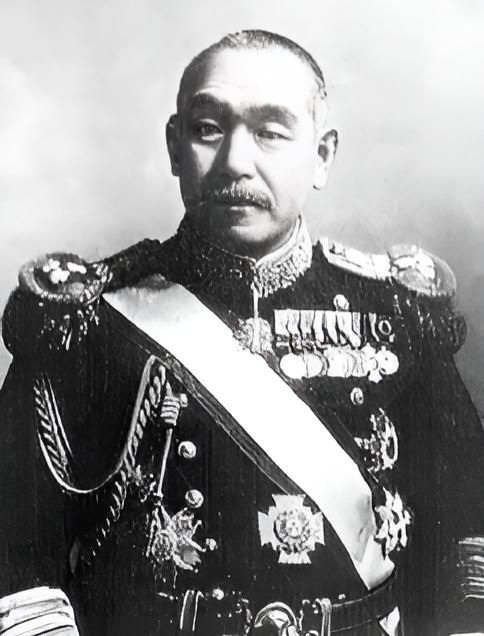
Suzuki Kantaro, Grootkamerheer van 1929–1936

Het Agentschap van het Keizerlijk Huis omvat het bureau van de Groothofmeester, de Raad van Kamerheren, de Raad voor de Afdeling voor Ceremoniën, Archieven en Mausolea, de Afdeling voor Instandhouding en Werken, de Huishouding van de Kroonprins en het Bureau Kyoto.
Aan het hoofd van de keizerlijke hofhouding staat sinds 2001 de Groothofmeester ( 宮内庁長官 Kunaichō Chōkan), die geassisteerd wordt door een Vice-Groothofmeester. Taak van de Groothofmeester is het aansturen van dat deel van het hof dat "buiten het huis" (omote) werkzaam is, waaronder chauffeurs, koks, tuinlieden en administratief personeel. De huidige Groothofmeester is sinds 2005 Shingo Haketa. 
Het deel van de hofhouding dat verantwoordelijk is voor het dagelijks leven van de keizer valt onder de Raad van Kamerheren. Deze staat onder leiding van de Grootkamerheer van Japan ( 侍従 of Jijū), een ambt dat teruggaat tot de Meijiperiode. De Grootkamerheer is tevens de bewaarder van het grootzegel en het geheimzegel van Japan. De huidige Grootkamerheer is sinds 2021 Koro Bessho.
De kroonprins heeft een eigen kamerheer met de titel Kamerheer van het Oostelijke Paleis ( 東宮侍従 of Tōgū jijū), omdat de kroonprins daar resideert. Deze kamerheer is het hoofd van de kroonprinselijke hofhouding.

## Taken van het Agentschap
Taken van het Agentschap van de Keizerlijke Huishouding zijn het regelen van de keizerlijke huishouding, het waken over de gezondheid en de veiligheid van de keizerlijke familie, de organisatie van reizen, staatsbezoeken en andere openbare optredens, het behoud van de traditionele cultuur en het regelen van de nodige administratieve zaken.
Ten slotte is het Agentschap ook verantwoordelijk voor de over heel Japan verspreide keizerlijke residenties. Bezoekers die bijvoorbeeld het keizerlijke paleis in Kyoto, de keizerlijke villa Katsura of andere plaatsen willen bezichtigen, moeten eerst bij het Agentschap van de Keizerlijk Huishouding een rondleiding aanvragen. 

## Kritiek op het hof
Het Japanse hof kreeg vaak kritiek omdat het de leden van de keizerlijke familie van de buitenwereld zou isoleren en verouderde gebruiken in stand wilde houden, in plaats van de monarchie meer toegankelijker te maken. Deze kritiek is afgenomen nadat keizer Akihito de Japanse monarchie minder elitair presenteerde.
Kroonprins Naruhito bekritiseerde in 2004 de toenmalige Groothofmeester Toshio Yuasa omdat deze zijn vrouw Masako Owada onder druk zette om een mannelijke nakomeling ter wereld te brengen.
Wetenschappers hebben kritiek geuit op het Agentschap van de Keizerlijke Huishouding omdat dit archeologisch onderzoek van tombes uit de Kofunperiode verhindert door deze als "keizerlijk" te bestempelen. Onderzoek van deze tombes zou veel informatie aan het licht kunnen brengen over de oorsprong van de Japanse beschaving.